# Vanderpool (Texas)
Vanderpool è una comunità non incorporata degli Stati Uniti d'America della contea di Bandera nello Stato del Texas. Fa parte dell'area metropolitana di San Antonio.

## Geografia fisica
Vanderpool si trova sulla State Highway 187, dieci miglia a nord di Utopia e trenta miglia a ovest di Bandera, nella parte occidentale della contea di Bandera.